# Каштановокрылая хохлатая кукушка
Каштановокрылая хохлатая кукушка, или коромандельская хохлатая кукушка (лат. Clamator coromandus) — вид птиц из семейства кукушковых и рода хохлатые кукушки (Clamator) обитает в Юго-Восточной Азии и некоторых частях Южной Азии. У неё тёмная с металлическим отливом спина, чёрная голова с большим хохлом, каштановые крылья, длинный ступенчатый чёрный с металлическим блеском хвост, ярко-рыжее горло и узкий белый ошейник (или воротник) на затылке. Гнездовой ареал тянется вдоль Гималаев и зимой мигрируют на юг в Шри-Ланку, южную Индию и тропическую Юго-Восточную Азию, включая части Индонезии, Таиланда и Филиппин. Длина тела около 47 см.

## Описание

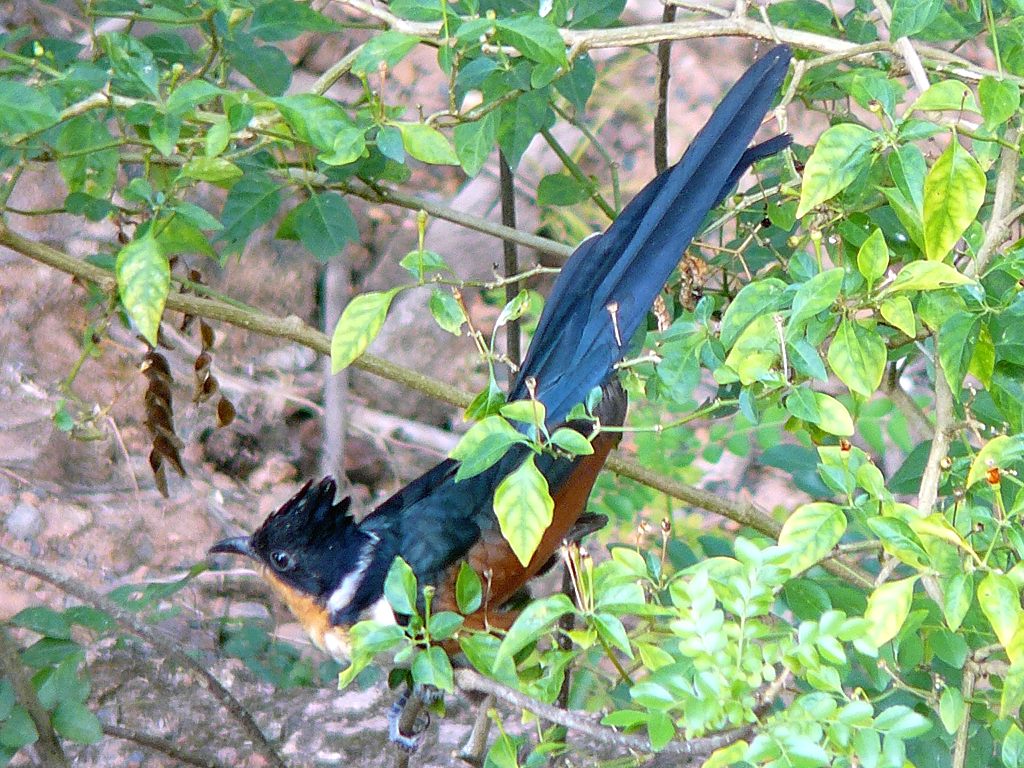
В штате Керала, Индия

У этой тёмно окрашенной хохлатой кукушки каштановые крылья, чёрный хохол с металлическим отливом и ступенчатый хвост (перья хвоста укорачиваются ступеньками от центра наружу), вершины рулевых перьев белые, но незаметны, в отличие от белых кончиков рулевых сорочьей хохлатой кукушки, которая совместно обитает с этим видом в некоторых частях их ареалов. Чёрная шапочка на голове отделена от чёрной спины белым воротником или ошейником, который захватывает и бока шеи. Рыжее брюхо  становится тёмно-серым по направлению к его центру. Окраска молодых птиц тускло-тёмная с чешуйчатым рисунком на кроющих перьях крыльев.

## Таксономия
Вид получил своё  латинское название от Линнея в 1766 году. Описание этого вида, который Линней назвал Cuculus coromandus, основывалось на заметках Бриссона, который характеризовал эту птицу как «Le coucou huppé de Coromandel» (Хохлатая кукушка Коромандела), собранную на Коромандельском побережье в Индии (вероятно, около Пондишери, в то время французской колонии). Бюффон отметил тесное родство этой птицы с сорочьей (якобинской) кукушкой и назвал её «le Jacobin huppé de Coromande» (Якобинской "хохлаткой" из Короманделя). Позже этот вид помещали в роды Coccystes, Oxylophus, прежде чем он наконец оказался в роде Clamator.

## Распространение
Вид встречается от западных Гималаев до восточных Гималаев, его ареал простирается в Юго-Восточную Азию. Он был зарегистрирован в Индии, Непале, Китае, Индонезии (острова Суматра, Ява, Борнео, Сулавеси), Лаосе, Бутане, Бангладеш, Камбодже, Таиланде, Мьянме, Малайзии, Вьетнаме, Шри-Ланке и Филиппинах.  Некоторые популяции могут оказаться оседлыми. 
При миграциях в южном направлении в Индии птицы этого вида перемещается вдоль Восточных Гат, при этом  истощённые отстающие особи часто останавливаются в непосредственной близости от жилья человека.  В середине октября их можно найти в значительном количестве на мысе Калимер, возможно, в Шри-Ланке. Некоторые появляются зимой в Западных Гатах.

### Залёт в Россию
27 июня 1991 года О. А. Буруковский наблюдал каштановокрылую хохлатую кукушку на берегу Артёмовского водохранилища в окрестностях села Многоудобного Шкотовского района Приморского края. Птица обследовала прибрежные ивняки, в которых в это время было много больших гусениц.

## Поведение
Эта кукушка иногда присоединяется к смешанным многовидовым кормовым стаям, но обычно встречается поодиночке. Сезон размножения наступает летом, и говорят, что этот вид откладывает яйца, главным образом, в гнезда кустарниц (Garrulax), особенно G. monileger и G. pectoralis.  Окраска яиц зелёно-голубая (бирюзовая) соответствует окраске основных видов воспитателей: кустарниц (Garrulax) и тимелий (Turdoides). Яйца этого вида почти круглые, данные по промерам 263 яйц - 26.9 х 22.8 мм.  Средний вес яиц в этой выборке 6.01 г. Яйца этой кукушки несколько крупней яиц основного хозяина тимелии (24.8 х 18.95 мм). 
Крик состоит из двойных нот, повторяющихся с короткими интервалами.